# Морська змія вишукана
Морська змія вишукана (Chitulia ornata) — отруйна змія з роду Chitulia родини Аспідові. Має 4 підвиди. Інша назва «морська змія Ґрея».

## Опис
Загальна довжина досягає 1—1,2 м. Голова сплощена. Тулуб циліндричний, задня половина якого сплощена, а передня — тонка. Хвіст сильно плаский. Луска кілевата з горбиками та шестикутна, посередині тулуба утворює 33—52 рядків (у самців) та 39—55 рядків (у самиць).
Голова зверху темна. Морда й бічні сторони голови світлі. Спина складаються з чорних або сірих дуже широких смуг. Ці смуги чітко паралельні одна одній. Поміж ними є 30—56 жовтих або оливкових тонких ліній. Задня частина тулуба має чорні плями Черево світле. Хвіст складається з 6—11 смуг.

## Спосіб життя
Полюбляє мілину з піщаним дном, коралові рифи. Активна вночі. Харчується рибою.
Отрута досить сильна й небезпечна для людини. Все це посилюється поганою вдачею цієї змії.
Ця змія яйцеживородна. Самиця народжує до 3 дитинчат.

## Розповсюдження
Мешкає біля Пакистану, о.Шрі-Ланка, Індії, Індонезії, Нової Гвінеї, Малайзії, В'єтнаму, М'янми, південного Китаю (Гуансі, Гуандун, Хайнань, Гонконг, Цзянсу), Тайваня, Оману, Об'єднаних Арабських Еміратів, Ірану, Філіппін, Таїланду, островів Рюкю (Японія),
Австралія (Новий Південний Уельс, Північна Територія, Тасманія, Квінсленд, Західна Австралія), Нової Каледонії, Соломонових островів.

## Підвиди
- Chitulia ornata godeffroyi
- Chitulia ornata maresianus
- Chitulia ornata ocellata
- Chitulia ornata ornata